# آشا نگی
آشا نگی (انگلیسی: Asha Negi)؛ (زادهٔ ۲۳ اوت ۱۹۸۹) بازیگر تلویزیون هندی است. او به خاطر بازی در نقش پوروی دشموخ در سریال رابطه مقدس و نقش گائوراوی کارمارکار در مجموعه اینترنتی باران معروف است. در سال ۲۰۱۰، نگی اولین بازی خود در تلویزیون را با ایفای نقش مادورا در سریال چشم‌های پرامید و بعد با ظاهر شدن در نقش آپکشا مالوترا در سریال خیلی خوب به نظر می‌رسند، کاری از اکتا کاپور در سونی تی وی، در سال ۲۰۱۰ انجام داد. او در سریال رابطهٔ مقدس موفقیت غیرمنتظره ای را بدست آورد، که از سال ۲۰۱۱ تا ۲۰۱۴ در نقش پوروی دشموخ در این سریال بازی کرد.

## فیلم‌شناسی
فیلم ها
| سال  | نام فیلم    | نقش                   | نکات | مرجع. |
| ---- | ----------- | --------------------- | ---- | ----- |
| ۲۰۲۰ | منچ         | آشا                   |      |       |
| ۲۰۲۱ | بمب انتحاری | ای اس آی سامیترا جوشی |      | [ ۶ ] |

تلویزیون
| سال       | نام                    | نقش           | نکات  | مرجع. |
| --------- | ---------------------- | ------------- | ----- | ----- |
| ۲۰۱۰      | چشم‌های پرامید          | مادورا        |       |       |
| ۲۰۱۱      | خیلی خوب به نظر می‌رسند | آپکشا مالوترا |       | [ ۷ ] |
| ۲۰۱۱–۲۰۱۴ | رابطه مقدس             | پوروی دشموخ   |       | [ ۸ ] |
| ۲۰۱۲      | هیتلر دیدی             | پوروی         | مهمان |       |
| ۲۰۱۳      | قبول می‌کنم             | پوروی         | مهمان |       |

سریال اینترنتی
| سال  | نام مجموعه      | نقش                     | مرجع.  |
| ---- | --------------- | ----------------------- | ------ |
| ۲۰۱۹ | باران (فصل اول) | گائوراوی کارماکار میهتا | [ ۹ ]  |
| ۲۰۲۰ | باران (فصل دوم) | گائوراوی کارماکار میهتا | [ ۱۰ ] |